# Tepepa II
Tepepa II är en ort i Mexiko.   Den ligger i kommunen Zongolica och delstaten Veracruz, i den sydöstra delen av landet, 240 km öster om huvudstaden Mexico City. Tepepa II ligger 996 meter över havet och antalet invånare är 175.
Terrängen runt Tepepa II är kuperad åt nordväst, men åt sydost är den bergig. Runt Tepepa II är det ganska tätbefolkat, med 222 invånare per kvadratkilometer. Närmaste större samhälle är Cuichapa, 12,3 km nordost om Tepepa II. I omgivningarna runt Tepepa II växer i huvudsak städsegrön lövskog.